# Aeroportul Mountain Village
Aeroportul Mountain Village (IATA: MOU, ICAO: PAMO, FAA LID: MOU) este un aeroport din Alaska, Statele Unite ale Americii ce deservește zona Mountain Village⁠(d). Aeroportul a fost tranzitat în 2019 de 8.304 pasageri. A fost numit după zona deservită.
Situat la o altitudine de 103 m, aeroportul dispune de 1 pistă. Este operat de Alaska Department of Transportation & Public Facilities⁠(d).

## Infrastructură

### Piste
Aeroportul dispune de o singură pistă. Pista 02/20 are dimensiunile 3.501 picioare × 75 picioare. 